# Le Grand Voyage
Le Grand Voyage és una pel·lícula de coproducció franco-turco-búlgaro-marroquina escrita i dirigida per Ismaël Ferroukhi. La pel·lícula retrata la relació entre pare i fill mentre tots dos s'embarquen en un viatge de pelegrinatge religiós amb cotxe. La pel·lícula va guanyar l’Astor de Plata a la millor pel·lícula al Festival Internacional de Cinema de Mar del Plata de 2005, també es va veure al prestigiós Festival Internacional de Cinema de Toronto de 2004 i al Festival Internacional de Cinema de Venècia.

## Argument
Réda (Nicolas Cazalé) és un adolescent franco-marroquí que s'apuntarà al seu Baccalauréat al sud de França. Quan el seu pare devot (interpretat per Mohamed Majd) demana a Réda que el condueixi a fer un pelegrinatge a la Meca, ell accepta de mala gana. La ruta feta pel pare i el fill va des de la Provença, França per Itàlia, Eslovènia, Croàcia, Sèrbia, Bulgària, Turquia, Síria i Jordà abans d'arribar a l'Aràbia Saudita.
Durant aquest viatge per carretera de milers de quilòmetres, la relació pare-fill, abans gèlida, comença a descongelar-se. Réda només parla en francès amb el seu pare, que parla només en àrab. Més tard, el pare demostra que parla un francès impecable: la seva elecció de parlar només àrab al seu fill és, per tant, intencionada.
Al llarg del camí, els dos coneixen diversos personatges interessants, entre ells una dona gran vestida de negre que, tot i que intenten deixar-la enrere, reapareix en diverses escenes. El fill s'assabenta de l'islam i per què el seu pare preferia anar en cotxe en lloc d'avió. Les diferents situacions mostren diferències entre el pare i el fill. En un cas, per exemple, després que el pare afirmi haver estat robat, Réda es nega a donar els diners restants a una mare que capta amb un fill, però el seu pare ho fa.
Durant el seu viatge, Réda somia que està observant el seu pare pasturant cabres i que el seu pare no respon quan demana ajuda per salvar-se de les sorres movedisses.
Després de moltes dificultats, arriben a la Meca però el pare, desconegut per a Réda, mor poc després que arribin. Aquella nit, Réda va a buscar el seu pare, però en canvi veu una persona pastor de cabres que amb prou feines li mira. Quan Réda s'assabenta que el seu pare ha mort, ven el cotxe i dona els diners a un captaire.

## Repartiment
- Nicolas Cazalé – Réda
- Mohamed Majd - El Pare
- Jacky Nercessian – Mustapha
- Ghina Ognianova – La vella
- Kamel Belghazi – Khalid
- Atik Mohamed – El pelegrí Ahmad

## Producció
La majoria de les escenes ambientades a l'Orient Mitjà es van rodar al Marroc. Tanmateix, algunes escenes que involucren els dos actors principals es van rodar a la Meca. Tot i que el govern de l'Aràbia Saudita havia permès prèviament que els equips de documentals rodessin a la Meca, aquest va ser el primer llargmetratge de ficció que es va permetre rodar durant el Hajj. El director de la pel·lícula, Ismaël Ferroukhi, va dir que mentre rodava a la Meca, "ningú mirava la càmera; la gent no semblava ni veure la tripulació, són en un altre món".

## Recepció
Le Grand Voyage té un 86% d'aprovació a Rotten Tomatoes basat en 7 ressenyes, amb una puntuació mitjana de 7/10.

## Premis
- Premi Luigi De Laurentiis a la 61a Mostra Internacional de Cinema de Venècia[4]
- Astor de Plata a la Millor pel·lícula, Festival Internacional de Cinema de Mar del Plata)
- Palmera de Plata i premi a la millor interpretació masculina a la XXVI edició de la Mostra de València[5]